# Leader della Camera dei comuni
Il Leader della Camera dei comuni (in inglese: Leader of the House of Commons) è un membro del Gabinetto del Regno Unito che cura i rapporti tra lo stesso e la Camera dei comuni della quale fa parte.
L'incarico, un tempo assunto direttamente dal primo ministro se appartenente alla Camera dei comuni, è ora attribuito ad un altro membro del governo, solitamente unito a quello di lord presidente del Consiglio (Lord President of Council) o, come avviene dal 2003, di lord del sigillo privato. Il leader della Camera dei comuni è preposto ad un dicastero denominato Ufficio del leader della Camera dei comuni (Office of the Leader of the House of Commons).
Il leader della Camera dei comuni è responsabile, assieme ai chief whip dei partiti, della programmazione dei lavori della camera e della definizione dei relativi calendari settimanali, che annuncia ogni mercoledì. La Camera dei comuni dedica complessivamente i tre quarti del suo tempo ad affari d'iniziativa governativa, come la discussione delle leggi proposte dal governo o la ricezione di comunicazioni ufficiali, orali o scritte, fatte dai ministri (ministerial statements), ma una parte del tempo è lasciata all'opposizione.
In caso di impedimento del primo ministro e di mancanza o impedimento del vice primo ministro, il leader della Camera dei comuni risponde alle interrogazioni poste dai membri della stessa durante la mezz'ora che ogni mercoledì viene dedicata a tale attività (Prime Minister's Question).

## Leader della Camera dei comuni

### XVIII secolo
| Nome                                     | Nome                                            | Ritratto                     | Inizio incarico  | Fine incarico    | Incarico congiunto                                                                                               | Partito politico     | Primo ministro                                              |
| ---------------------------------------- | ----------------------------------------------- | ---------------------------- | ---------------- | ---------------- | --- | -------------------- | ----------------------------------------------------------- |
|                                          | sir Robert Walpole                              |                              | 4 aprile 1721    | 6 febbraio 1742  | primo ministro e cancelliere dello Scacchiere                                                                    | Whig                 | Sé stesso                                                   |
|                                          | Samuel Sandys                                   |                              | 12 febbraio 1742 | 27 agosto 1743   | cancelliere dello Scacchiere                                                                                     | Whig                 | Spencer Compton, I conte di Wilmington                      |
|                                          | Henry Pelham                                    |                              | 27 agosto 1743   | 6 marzo 1754     | primo ministro and cancelliere dello Scacchiere                                                                  | Whig                 | Sé stesso                                                   |
|                                          | Thomas Robinson                                 |                              | 23 marzo 1754    | ottobre 1755     | segretario di Stato per il Dipartimento del Sud                                                                  | Whig                 | Thomas Pelham-Holles, I duca di Newcastle-upon-Tyne         |
|                                          | Henry Fox                                       |                              | 14 novembre 1755 | 13 novembre 1756 | segretario di Stato per il Dipartimento del Sud                                                                  | Whig                 | Thomas Pelham-Holles, I duca di Newcastle-upon-Tyne         |
|                                          | William Pitt the Elder                          |                              | 4 December 1756  | 6 April 1757     | segretario di Stato per il Dipartimento del Sud                                                                  | Whig                 | William Cavendish, IV duca di Devonshire                    |
|                                          | Vacante (Caretaker Ministry)                    | Vacante (Caretaker Ministry) | 1757             | 1757             | |                      | William Cavendish, IV duca di Devonshire                    |
|                                          | William Pitt il Vecchio                         |                              | 27 giugno 1757   | 6 ottobre 1761   | segretario di Stato per il Dipartimento del Sud                                                                  | Whig                 | Thomas Pelham-Holles, I duca di Newcastle-upon-Tyne         |
|                                          | George Grenville                                |                              | October 1761     | May 1762         | Tesoriere della Marina                                                                                           | Whig grenvillita     | Thomas Pelham-Holles, I duca di Newcastle-upon-Tyne         |
|                                          | Henry Fox                                       |                              | maggio 1762      | aprile 1763      | Paymaster of the Forces                                                                                          | Whig                 | John Stuart, III conte di Bute                              |
|                                          | George Grenville                                |                              | 16 aprile 1763   | 13 luglio 1765   | primo ministro e cancelliere dello Scacchiere                                                                    | Whig Grenvillite     | Sé stesso                                                   |
|                                          | Henry Seymour Conway                            |                              | luglio 1765      | 20 ottobre 1768  | segretario di Stato per il Dipartimento del Sud 1765–66 segretario di Stato per il Dipartimento del Nord 1766–68 | Whig rockinghamita   | Charles Watson-Wentworth, II marchese di Rockingham 1765–66 |
| William Pitt, I conte di Chatham 1766–68 | Henry Seymour Conway                            |                              | luglio 1765      | 20 ottobre 1768  | segretario di Stato per il Dipartimento del Sud 1765–66 segretario di Stato per il Dipartimento del Nord 1766–68 | Whig rockinghamita   |                                                             |
|                                          | Frederick North, lord North                     |                              | ottobre 1768     | 22 marzo 1782    | cancelliere dello Scacchiere 1768–82 primo ministro 1770–82                                                      | Tory                 | Augustus FitzRoy, III duca di Grafton 1768–70               |
| Sé stesso 1770–82                        | Frederick North, lord North                     |                              | ottobre 1768     | 22 marzo 1782    | cancelliere dello Scacchiere 1768–82 primo ministro 1770–82                                                      | Tory                 |                                                             |
|                                          | Charles James Fox                               |                              | 27 marzo 1782    | luglio 1782      | Segretario di Stato per gli affari esteri e del Commonwealth                                                     | Whig                 | Charles Watson-Wentworth, II marchese di Rockingham         |
|                                          | Thomas Townshend                                |                              | 10 luglio 1782   | 6 marzo 1783     | Home Secretary                                                                                                   | Whig                 | William Petty, II conte di Shelburne                        |
|                                          | Charles James Fox e Frederick North, lord North | Fox North                    | 2 aprile 1783    | 19 dicembre 1783 | Home Secretary (North) Segretario di Stato per gli affari esteri e del Commonwealth (Fox)                        | Fox-North coalizione | William Cavendish-Bentinck, III duca di Portland            |
|                                          | William Pitt il Giovane                         |                              | 19 dicembre 1783 | 14 marzo 1801    | primo ministro e cancelliere dello Scacchiere                                                                    | Tory pittita         | Sé stesso                                                   |

### XIX secolo
| Nome              | Nome                                       | Ritratto | Inizio incarico   | Fine incarico             | Incarico congiunto | Partito politico                   | Primo ministro                                             |
| ----------------- | ------------------------------------------ | -------- | ----------------- | ------------------------- | --- | ---------------------------------- | ---------------------------------------------------------- |
|                   | Henry Addington                            |          | 17 marzo 1801     | 10 maggio 1804            | primo ministro e cancelliere dello Scacchiere                                                                                                 | Tory pittita                       | Sé stesso                                                  |
|                   | William Pitt il Giovane                    |          | 10 maggio 1804    | 23 gennaio 1806 (morto)   | primo ministro e cancelliere dello Scacchiere                                                                                                 | Tory pittita                       | Sé stesso                                                  |
|                   | Charles James Fox                          |          | febbraio 1806     | 13 settembre 1806 (morto) | Segretario di Stato per gli affari esteri e del Commonwealth                                                                                  | Whig (Ministry of All the Talents) | William Grenville, lord Grenville                          |
|                   | Charles Grey, visconte Howick              |          | settembre 1806    | 31 marzo 1807             | Segretario di Stato per gli affari esteri e del Commonwealth                                                                                  | Whig (Ministry of All the Talents) | William Grenville, lord Grenville                          |
|                   | Spencer Perceval                           |          | aprile 1807       | 11 maggio 1812 (morto)    | cancelliere dello Scacchiere 1807–12 cancelliere del Ducato di Lancaster 1807–12 primo ministro 1809–12                                       | Tory                               | William Cavendish-Bentinck, III duca di Portland 1807–09   |
| Sé stesso 1809–12 | Spencer Perceval                           |          | aprile 1807       | 11 maggio 1812 (morto)    | cancelliere dello Scacchiere 1807–12 cancelliere del Ducato di Lancaster 1807–12 primo ministro 1809–12                                       | Tory                               |                                                            |
|                   | Robert Stewart, visconte Castlereagh       |          | giugno 1812       | 12 agosto 1822 (morto)    | Segretario di Stato per gli affari esteri e del Commonwealth                                                                                  | Tory                               | Robert Jenkinson, lord Liverpool 1812–27                   |
|                   | George Canning                             |          | 16 settembre 1822 | 8 agosto 1827 (morto)     | Segretario di Stato per gli affari esteri e del Commonwealth 1822–27 primo ministro e cancelliere dello Scacchiere 1827                       | Tory canningita                    | Robert Jenkinson, lord Liverpool 1812–27                   |
| Sé stesso 1827    | George Canning                             |          | 16 settembre 1822 | 8 agosto 1827 (morto)     | Segretario di Stato per gli affari esteri e del Commonwealth 1822–27 primo ministro e cancelliere dello Scacchiere 1827                       | Tory canningita                    |                                                            |
|                   | William Huskisson                          |          | 3 settembre 1827  | 21 gennaio 1828           | segretario di Stato per la Guerra e le Colonie                                                                                                | Tory canningita                    | Frederick Robinson, I visconte Goderich                    |
|                   | Robert Peel                                |          | 26 gennaio 1828   | 16 novembre 1830          | Home Secretary | Tory                               | Arthur Wellesley, I duca di Wellington                     |
|                   | John Spencer, visconte Althorp             |          | 22 novembre 1830  | 14 novembre 1834          | cancelliere dello Scacchiere | Whig                               | William Lamb, II visconte Melbourne                        |
|                   | sir Robert Peel, II baronetto              |          | 10 dicembre 1834  | 8 aprile 1835             | primo ministro e cancelliere dello Scacchiere                                                                                                 | conservatore                       | Sé stesso                                                  |
|                   | Lord John Russell                          |          | 18 aprile 1835    | 30 agosto 1841            | Home Secretary 1835–39 segretario di Stato per la Guerra e le Colonie 1839–41                                                                 | Whig                               | William Lamb, II visconte Melbourne                        |
|                   | sir Robert Peel, II baronetto              |          | 30 agosto 1841    | 29 giugno 1846            | primo ministro | conservatore                       | Sé stesso                                                  |
|                   | Lord John Russell                          |          | 30 giugno 1846    | 21 febbraio 1852          | primo ministro | Whig                               | Sé stesso                                                  |
|                   | Benjamin Disraeli                          |          | 27 febbraio 1852  | 17 dicembre 1852          | cancelliere dello Scacchiere | conservatore                       | Edward Smith-Stanley, XIV conte di Derby                   |
|                   | Lord John Russell                          |          | 28 dicembre 1852  | 30 gennaio 1855           | Segretario di Stato per gli affari esteri e del Commonwealth 1852–53 Ministro senza portafoglio 1853–54 lord presidente del Consiglio 1854–55 | Whig (coalizione)                  | George Hamilton-Gordon, IV conte di Aberdeen               |
|                   | Henry John Temple, III visconte Palmerston |          | 6 febbraio 1855   | 19 febbraio 1858          | primo ministro | Whig                               | Sé stesso                                                  |
|                   | Benjamin Disraeli                          |          | 26 febbraio 1858  | 11 giugno 1859            | cancelliere dello Scacchiere | conservatore                       | Edward Smith-Stanley, XIV conte di Derby                   |
|                   | Henry John Temple, III visconte Palmerston |          | 12 giugno 1859    | 18 ottobre 1865 (morto)   | primo ministro | liberale                           | Sé stesso                                                  |
|                   | William Ewart Gladstone                    |          | ottobre 1865      | 26 giugno 1866            | cancelliere dello Scacchiere | liberale                           | John Russell, I conte Russell                              |
|                   | Benjamin Disraeli                          |          | 6 luglio 1866     | 1º dicembre 1868          | cancelliere dello Scacchiere 1866–68 primo ministro 1868                                                                                      | conservatore                       | Edward Smith-Stanley, XIV conte di Derby 1866–68           |
| Sé stesso 1868    | Benjamin Disraeli                          |          | 6 luglio 1866     | 1º dicembre 1868          | cancelliere dello Scacchiere 1866–68 primo ministro 1868                                                                                      | conservatore                       |                                                            |
|                   | William Ewart Gladstone                    |          | 3 dicembre 1868   | 17 febbraio 1874          | primo ministro 1868–74 cancelliere dello Scacchiere 1873–74                                                                                   | liberale                           | Sé stesso                                                  |
|                   | Benjamin Disraeli                          |          | 20 febbraio 1874  | 21 agosto 1876            | primo ministro | conservatore                       | Sé stesso                                                  |
|                   | sir Stafford Northcote, baronetto          |          | 21 agosto 1876    | 21 aprile 1880            | cancelliere dello Scacchiere | conservatore                       | Benjamin Disraeli                                          |
|                   | William Ewart Gladstone                    |          | 23 aprile 1880    | 9 giugno 1885             | primo ministro 1880–85 cancelliere dello Scacchiere 1880–82                                                                                   | liberale                           | Sé stesso                                                  |
|                   | sir Michael Hicks-Beach, baronetto         |          | 24 giugno 1885    | 28 gennaio 1886           | cancelliere dello Scacchiere | conservatore                       | Robert Gascoyne-Cecil, III marchese di Salisbury           |
|                   | William Ewart Gladstone                    |          | 1º febbraio 1886  | 2 luglio 1886             | primo ministro e lord del sigillo privato | liberale                           | Sé stesso                                                  |
|                   | Lord Randolph Churchill                    |          | 3 agosto 1886     | 14 gennaio 1887           | cancelliere dello Scacchiere | conservatore                       | Robert Gascoyne-Cecil, III marchese di Salisbury           |
|                   | W. H. Smith                                |          | 17 gennaio 1887   | ottobre 1891              | primo lord del tesoro | conservatore                       | Robert Gascoyne-Cecil, III marchese di Salisbury           |
|                   | Arthur Balfour                             |          | ottobre 1891      | 11 agosto 1892            | primo lord del tesoro | conservatore                       | Robert Gascoyne-Cecil, III marchese di Salisbury           |
|                   | William Ewart Gladstone                    |          | 15 agosto 1892    | 2 marzo 1894              | primo ministro e lord del sigillo privato | liberale                           | Sé stesso                                                  |
|                   | sir William Vernon Harcourt                |          | 2 marzo 1894      | 21 giugno 1895            | cancelliere dello Scacchiere | liberale                           | Archibald Primrose, V conte di Rosebery                    |
|                   | Arthur Balfour                             |          | 29 June 1895      | 4 December 1905           | primo lord del tesoro 1895–1905 primo ministro 1902–05 lord del sigillo privato 1902–03                                                       | conservatore                       | Robert Gascoyne-Cecil, III marchese di Salisbury 1895–1902 |
| Sé stesso 1902–05 | Arthur Balfour                             |          | 29 June 1895      | 4 December 1905           | primo lord del tesoro 1895–1905 primo ministro 1902–05 lord del sigillo privato 1902–03                                                       | conservatore                       |                                                            |

### XX secolo
| Nome             | Nome                                     | Ritratto                                       | Inizio incarico  | Fine incarico    | Incarico congiunto                                                             | Partito politico                                                    | Primo ministro        |
| ---------------- | ---------------------------------------- | ---------------------------------------------- | ---------------- | ---------------- | ------------------------------------------------------------------------------ | ------------------------------------------------------------------- | --------------------- |
|                  | sir Henry Campbell-Bannerman             |                                                | 5 dicembre 1905  | 5 aprile 1908    | primo ministro                                                                 | Liberale                                                            | Se stesso             |
|                  | H. H. Asquith                            |                                                | 5 aprile 1908    | 5 dicembre 1916  | primo ministro 1908–16 segretario di Stato per la Guerra 1914                  | Liberale (coalizione 1915–16)                                       | Sé stesso             |
|                  | Andrew Bonar Law                         |                                                | 10 dicembre 1916 | 23 marzo 1921    | cancelliere dello Scacchiere 1916–19 lord del sigillo privato 1919–21          | conservatore (coalizione)                                           | David Lloyd George    |
|                  | Austen Chamberlain                       |                                                | 23 marzo 1921    | 19 ottobre 1922  | lord del sigillo privato                                                       | Conservatore (coalizione)                                           | David Lloyd George    |
|                  | Andrew Bonar Law                         |                                                | 23 ottobre 1922  | 20 maggio 1923   | primo ministro                                                                 | Conservatore                                                        | Se stesso             |
|                  | Stanley Baldwin                          |                                                | 22 maggio 1923   | 22 gennaio 1924  | cancelliere dello Scacchiere 1923 primo ministro 1923–24                       | Conservatore                                                        | Se stesso             |
|                  | Ramsay MacDonald Vice: J. R. Clynes      |                                                | 22 gennaio 1924  | 3 novembre 1924  | primo ministro e Segretario di Stato per gli affari esteri e del Commonwealth  | Laburista                                                           | Se stesso             |
|                  | Stanley Baldwin Vice: Austen Chamberlain |                                                | 4 novembre 1924  | 4 giugno 1929    | primo ministro                                                                 | Conservatore                                                        | Se stesso             |
|                  | Ramsay MacDonald                         |                                                | 5 giugno 1929    | 7 giugno 1935    | primo ministro                                                                 | Laburista                                                           | Sé stesso             |
|                  | Ramsay MacDonald                         | Nazional Laburista (Governo nazionale 1931–35) | 5 giugno 1929    | 7 giugno 1935    | primo ministro                                                                 |                                                                     | Sé stesso             |
|                  | Stanley Baldwin Vice: sir John Simon     |                                                | 7 giugno 1935    | 28 maggio 1937   | primo ministro                                                                 | Conservatore (Governo nazionale 1935–37)                            | Se stesso             |
|                  | Neville Chamberlain                      |                                                | 28 maggio 1937   | 10 maggio 1940   | primo ministro                                                                 | Conservatore (Governo nazionale 1937–39; Governo di guerra 1939–40) | Se stesso             |
|                  | Winston Churchill Vice: Clement Attlee   |                                                | 10 maggio 1940   | 19 febbraio 1942 | primo ministro Ministro della Difesa                                           | Conservatore (coalizione)                                           | Winston Churchill     |
|                  | sir Stafford Cripps                      |                                                | 19 febbraio 1942 | 22 novembre 1942 | lord del sigillo privato                                                       | Indipendente (coalizione)                                           | Winston Churchill     |
|                  | Anthony Eden                             |                                                | 22 febbraio 1942 | 26 luglio 1945   | Segretario di Stato per gli affari esteri e del Commonwealth                   | Conservatore (coalizione)                                           | Winston Churchill     |
|                  | Herbert Morrison                         |                                                | 27 luglio 1945   | 9 marzo 1951     | lord presidente del Consiglio                                                  | Laburista                                                           | Clement Attlee        |
|                  | James Chuter Ede                         |                                                | 9 marzo 1951     | 26 ottobre 1951  | Home Secretary                                                                 | Laburista                                                           | Clement Attlee        |
|                  | Harry Crookshank                         |                                                | 28 ottobre 1951  | 20 dicembre 1955 | Ministero della Salute 1951–52 lord del sigillo privato 1952–55                | Conservatore                                                        | sir Winston Churchill |
| sir Anthony Eden | Harry Crookshank                         |                                                | 28 ottobre 1951  | 20 dicembre 1955 | Ministero della Salute 1951–52 lord del sigillo privato 1952–55                | Conservatore                                                        |                       |
|                  | R. A. Butler                             |                                                | 20 dicembre 1955 | 9 ottobre 1961   | lord del sigillo privato 1955–59 Home Secretary 1957–61                        | Conservatore                                                        |                       |
| Harold Macmillan | R. A. Butler                             |                                                | 20 dicembre 1955 | 9 ottobre 1961   | lord del sigillo privato 1955–59 Home Secretary 1957–61                        | Conservatore                                                        |                       |
|                  | Iain Macleod                             |                                                | 9 ottobre 1961   | 20 ottobre 1963  | cancelliere del Ducato di Lancaster                                            | Conservatore                                                        |                       |
|                  | Selwyn Lloyd                             |                                                | 20 ottobre 1963  | 16 ottobre 1964  | lord del sigillo privato                                                       | Conservatore                                                        | sir Alec Douglas-Home |
|                  | Herbert Bowden                           |                                                | 16 ottobre 1964  | 11 agosto 1966   | lord presidente del Consiglio                                                  | Laburista                                                           | Harold Wilson         |
|                  | Richard Crossman                         |                                                | 11 agosto 1966   | 18 ottobre 1968  | lord presidente del Consiglio                                                  | Laburista                                                           | Harold Wilson         |
|                  | Fred Peart                               |                                                | 18 ottobre 1968  | 19 giugno 1970   | lord presidente del Consiglio                                                  | Laburista                                                           | Harold Wilson         |
|                  | William Whitelaw                         |                                                | 20 giugno 1970   | 7 aprile 1972    | lord presidente del Consiglio                                                  | Conservatore                                                        | Edward Heath          |
|                  | Robert Carr                              |                                                | 7 aprile 1972    | 5 novembre 1972  | lord presidente del Consiglio                                                  | Conservatore                                                        | Edward Heath          |
|                  | James Prior                              |                                                | 5 novembre 1972  | 4 marzo 1974     | lord presidente del Consiglio                                                  | Conservatore                                                        | Edward Heath          |
|                  | Edward Short                             |                                                | 5 marzo 1974     | 8 aprile 1976    | lord presidente del Consiglio                                                  | Laburista                                                           | Harold Wilson         |
|                  | Michael Foot                             |                                                | 8 aprile 1976    | 4 maggio 1979    | lord presidente del Consiglio                                                  | Laburista                                                           | James Callaghan       |
|                  | Norman St John-Stevas                    |                                                | 5 maggio 1979    | 5 gennaio 1981   | cancelliere del Ducato di Lancaster Ministro delle Arti                        | Conservatore                                                        | Margaret Thatcher     |
|                  | Francis Pym                              |                                                | 5 gennaio 1981   | 5 aprile 1982    | cancelliere del Ducato di Lancaster 1981 lord presidente del Consiglio 1981–82 | Conservatore                                                        | Margaret Thatcher     |
|                  | John Biffen                              |                                                | 5 aprile 1982    | 13 giugno 1987   | lord presidente del Consiglio 1982–83 lord del sigillo privato 1983–87         | Conservatore                                                        | Margaret Thatcher     |
|                  | John Wakeham                             |                                                | 13 giugno 1987   | 24 luglio 1989   | lord del sigillo privato 1987–88 lord presidente del Consiglio 1988–89         | Conservatore                                                        | Margaret Thatcher     |
|                  | sir Geoffrey Howe                        |                                                | 24 luglio 1989   | 2 novembre 1990  | lord presidente del Consiglio e vice primo ministro                            | Conservatore                                                        | Margaret Thatcher     |
|                  | John MacGregor                           |                                                | 2 novembre 1990  | 10 aprile 1992   | lord presidente del Consiglio                                                  | Conservatore                                                        | John Major            |
|                  | Tony Newton                              |                                                | 10 aprile 1992   | 1º maggio 1997   | lord presidente del Consiglio                                                  | Conservatore                                                        | John Major            |
|                  | Ann Taylor                               |                                                | 2 maggio 1997    | 27 luglio 1998   | lord presidente del Consiglio                                                  | Laburista                                                           | Tony Blair            |
|                  | Margaret Beckett                         |                                                | 27 luglio 1998   | 8 giugno 2001    | lord presidente del Consiglio                                                  | Laburista                                                           | Tony Blair            |

### XXI secolo
| Nome | Nome                           | Ritratto | Inizio incarico  | Fine incarico    | Incarico congiunto                                             | Partito politico          | Primo ministro        |
| ---- | ------------------------------ | -------- | ---------------- | ---------------- | -------------------------------------------------------------- | ------------------------- | --------------------- |
|      | Robin Cook                     |          | 8 giugno 2001    | 17 marzo 2003    | lord presidente del Consiglio                                  | Laburista                 | Tony Blair            |
|      | John Reid                      |          | 4 aprile 2003    | 13 giugno 2003   | lord presidente del Consiglio                                  | Laburista                 | Tony Blair            |
|      | Peter Hain                     |          | 11 giugno 2003   | 6 maggio 2005    | lord del sigillo privato                                       | Laburista                 | Tony Blair            |
|      | Geoff Hoon                     |          | 6 maggio 2005    | 5 maggio 2006    | lord del sigillo privato                                       | Laburista                 | Tony Blair            |
|      | Jack Straw                     |          | 5 maggio 2006    | 27 giugno 2007   | lord del sigillo privato                                       | Laburista                 | Tony Blair            |
|      | Harriet Harman                 |          | 28 giugno 2007   | 11 maggio 2010   | lord del sigillo privato Ministro per le Donne e l'Eguaglianza | Laburista                 | Gordon Brown          |
|      | sir George Young, VI baronetto |          | 12 maggio 2010   | 3 settembre 2012 | lord del sigillo privato                                       | Conservatore (coalizione) | David Cameron         |
|      | Andrew Lansley                 |          | 4 settembre 2012 | 14 luglio 2014   | lord del sigillo privato                                       | Conservatore              | David Cameron         |
|      | William Hague                  |          | 14 luglio 2014   | 8 maggio 2015    | primo Segretario di Stato                                      | Conservatore              | David Cameron         |
|      | Chris Grayling                 |          | 9 maggio 2015    | 14 luglio 2016   | lord presidente del Consiglio                                  | Conservatore              | David Cameron         |
|      | David Lidington                |          | 14 luglio 2016   | 11 giugno 2017   | lord presidente del Consiglio                                  | Conservatore              | Theresa May           |
|      | Andrea Leadsom                 |          | 11 giugno 2017   | 22 maggio 2019   | lord presidente del Consiglio                                  | Conservatore              | Theresa May           |
|      | Mel Stride                     |          | 23 maggio 2019   | 24 luglio 2019   | lord presidente del Consiglio                                  | Conservatore              | Theresa May           |
|      | Jacob Rees-Mogg                |          | 24 luglio 2019   | 8 febbraio 2022  | lord presidente del Consiglio                                  | Conservatore              | Boris Johnson         |
|      | Mark Spencer                   |          | 8 febbraio 2022  | 6 settembre 2022 | lord presidente del Consiglio                                  | Conservatore              | Boris Johnson         |
|      | Penny Mordaunt                 |          | 6 settembre 2022 | 5 luglio 2024    | lord presidente del Consiglio                                  | Conservatore              | Liz Truss Rishi Sunak |
|      | Lucy Powell                    |          | 5 luglio 2024    | in carica        | lord presidente del Consiglio                                  | Laburista                 | Keir Starmer          |